# Затурцівський меморіальний музей В'ячеслава Липинського
Затурцівський меморіальний музей В'ячеслава Липинського відкрито 22 серпня 2011 року в селі Затурці Локачинського району в родинному будинку садиби Липинських. Це єдиний в Україні й світі музей відомого історика, політолога і державного діяча початку XX століття, уродженця Волині В'ячеслава Липинського.

## Історія
Садиба Липинських закладена в 1871 році з ініціативи батька В'ячеслава Липинського, Казимира. Це одна з найдавніших будівель у Затурцях. Будівля була одноповерхова, з двосхилим дахом, прямокутна в плані — 32 на 12 метрів. Навколо будинку був розбитий парк. На кінець ХІХ століття площа володінь родини Липинських складала 717 га, з них 272 га лісу. В'ячеслав Липинський, який народився 17 квітня 1882 року, провів у садибі дитинство, звідти ж вів листування з видатними сучасниками, працював там над історичними та публіцистичними творами, займався просвітницькою діяльністю. Після поразки Гетьманату В'ячеслав Липинський, що був його послом у Австрії, жив та працював у австрійському містечку Рейхаймі та іноді у Відні.
У Першу світову війну артилерія знищила будівлю. Проте, у 1929—1930-х роках молодший брат В'ячеслава Липинського Станіслав на старому фундаменті звів новий двоповерховий дім із ламаним дахом. Перший поверх був мурованим, другий дерев'яним.
Саме в цій садибі відбулося в 1931 році прощання з тілом В'ячеслава Липинського, привезеним із Австрії. На території родинного маєтку його було і поховано. Будинок Володимира Липинського, молодшого брата В'ячеслава, розташований у Луцьку, був створений за зразком будинку в Затурцях.
У 1939 році на базі маєтку Липинських було створено радгосп. В часи німецької окупації тут функціонувало господарство, постачаючи продукцію для потреб окупантів[джерело?].
У 1944 році другий поверх згорів, тому на його місці спорудили двосхилий дах. У 1946 році засновується племінне підприємство з вирощувння коней з початковою назвою «Держплемконюшня», перейменоване пізніше у «Держкінзавод», за яким закріпилася абревіатура «ГЗК». У 1960-х роках тут створюється Волинська обласна племстанція з вирощування великої рогатої худоби, перенесена пізніше у с. Рокині Луцького району. В Затурцях залишається Локачинське районне племпідприємство спеціалізоване на свинарстві[джерело?].
Інтерес до постаті В'ячеслава Липинського пожвавився в Україні на початку 1990-х років. Після низки газетних публікацій про нього семеро членів родини Липинських із Кракова, Гданська і Сопота привезли велику кількість друкованих матеріалів, серед яких — їхній родовід, біографія В'ячеслава Липинського, окремі його публіцистичні статті, деякі фотографії. За підтримки Волинського краєзнавчого музею було відреставровано фото. Учасники Народного Руху, серед яких Олег Кушнір і Віталій Прокуда, виготовили хрест на могилу В'ячеслава Липинського, Юлій Головацький замовив таблички на пам'ятний знак, встановлений на місці поховання. 10 червня 1990 року громадськими активістами було скликано мітинг, присвячений річниці з дня смерті В'ячеслава Липинського. У квітні 1992 року проведена всеукраїнська конференція, присвячена пам'яті В'ячеслава Липинського та організована Волинським державним педагогічним інститутом імені Лесі Українки (нині — Волинський національний університет імені Лесі Українки). У червні цього ж року в Києві — Луцьку — Кременці відбулася перша міжнародна конференція за участі племінника В'ячеслаав Липинського, Яна. Молодіжною фундацією ім. В.Липинського при Волинському педінституті були започатковані щорічні «Читання пам'яті В. К. Липинського», які згодом успішно продовжив Волинський інститут імені В. К. Липинського МАУП. Завдяки цим заходам постали плани створення музею родини Липинських у Затурцях. Завдяки налагодженню листування з родиною Липинських тривав збір експонатів. Будинок Липинських у Затурцях на той час був проданий місцевому бізнесмену. Особистих речей В'ячеслава Липинського лишилося обмаль, тому розшукувалися побутові предмети, що відтворювали б обстановку, в якій формувалася світогляд і громадська позиція видатного діяча. Загальна площа садиби менша, ніж за життя Липинського та складає 4,1 га.
3 квітня 1992 року будинку Липинських надано статус пам'ятки архітектури місцевого значення. В 1995 році при обласному краєзнавчому музеї було створено відділ «Затурцівський меморіальний музей В'ячеслава Липинського». Завідувачем став Віталій Кушнір як ініціатора побудови музейної експозиції. 29 травня 1995 року Волинським обласним управлінням культури видано наказ про те, щоб на базі садиби організувати Меморіальний музей В'ячеслава Липинського. 27 грудня 2001 року будинок отримав статус пам'ятки історії національного значення.
В 2002 році почалися ремонтно-реставраційні роботи у будинку, реконструкція окремих приміщень та пристосування їх під музейну експозицію. До 2010 року на ремонт витрачено 1,4 млн гривень, завершити роботи на пам'ятці історії допомогла субвенція з державного бюджету в 2,4 млн гривень. Метою було відновити вигляд будинку, який він мав між першою та Другою світовими війнами. Відкриття музейної експозиції відбулося напередодні 20-річчя Незалежності України.

## Експозиція
Затурцівський меморіальний музей В'ячеслава Липинського має чотири експозиційні залу, одну виставкову і конференц-залу. Експозиція розкриває історико-етнографічне тло середовища, в якому жила родина Липинських. Представлені родовід Липинських, господарський та селекційний доробок родини, і зокрема життєвий шлях В'ячеслава Липинського; його громадсько-політична, державна та наукова діяльність. Відтворено фрагменти інтер'єрів кабінетів В'ячеслава та Станіслава Липинських, вітальні. Експозиція охоплює хронологічний період з 1839 по 1939 роки.

## Галерея

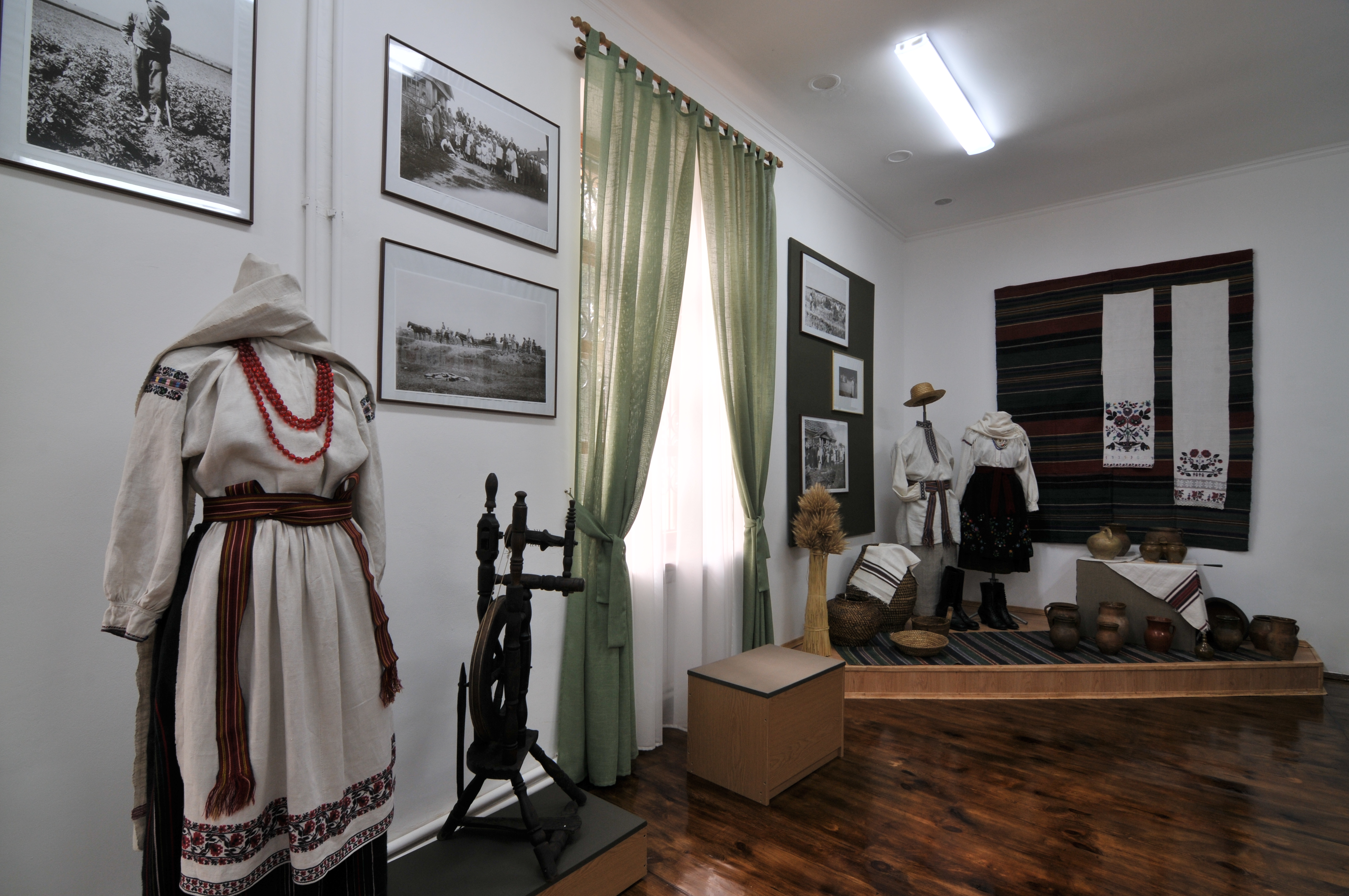
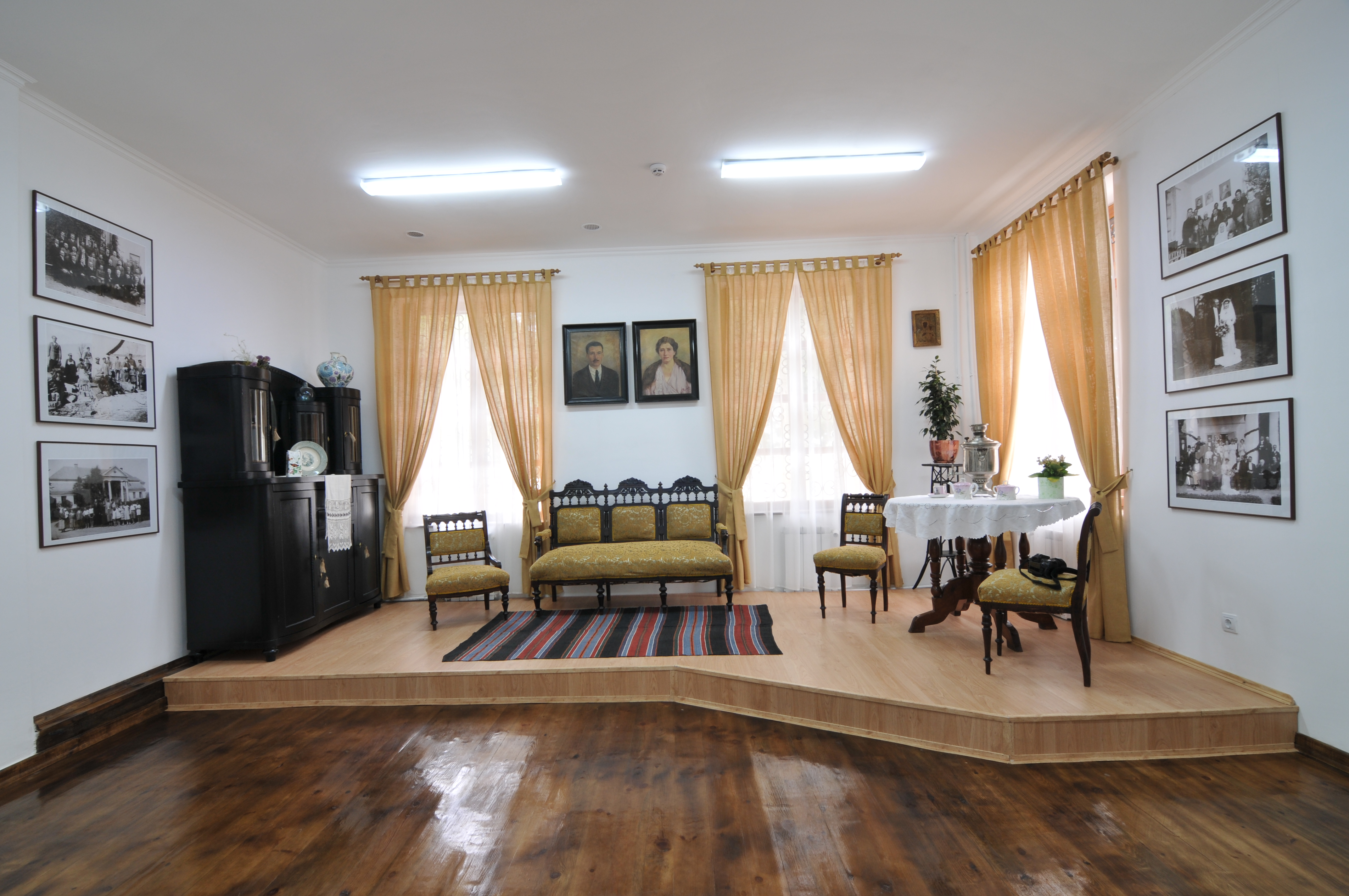
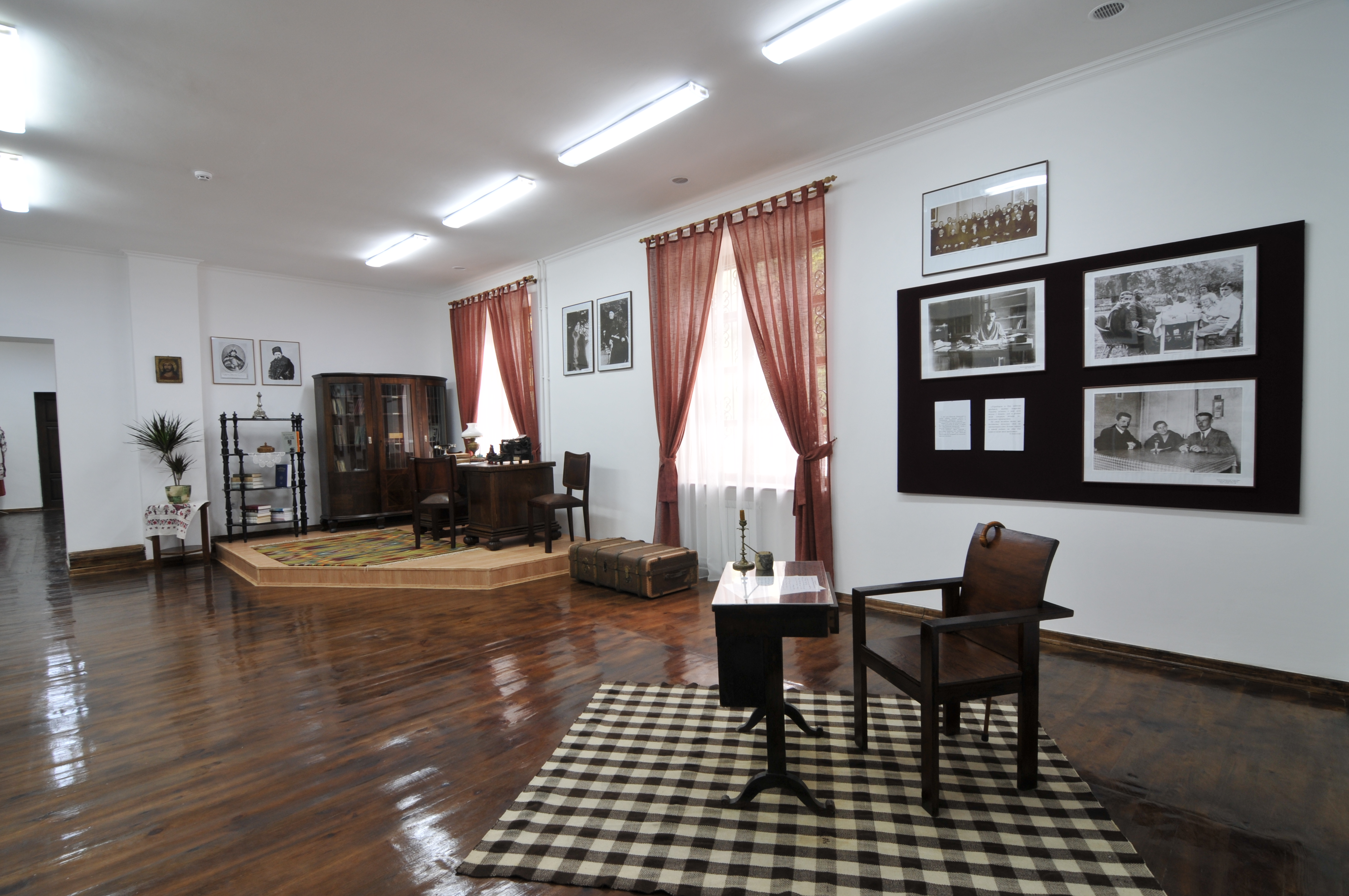
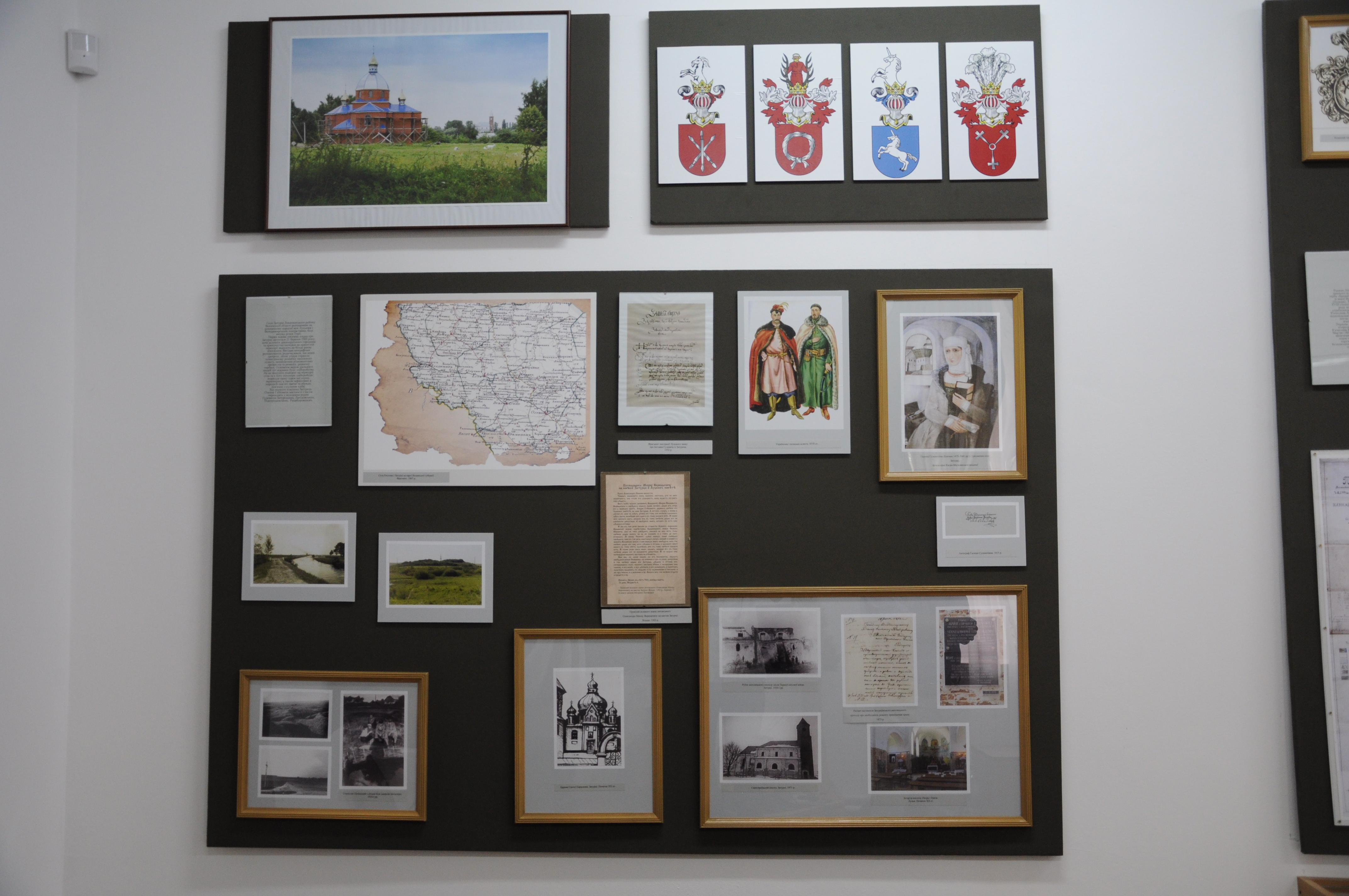
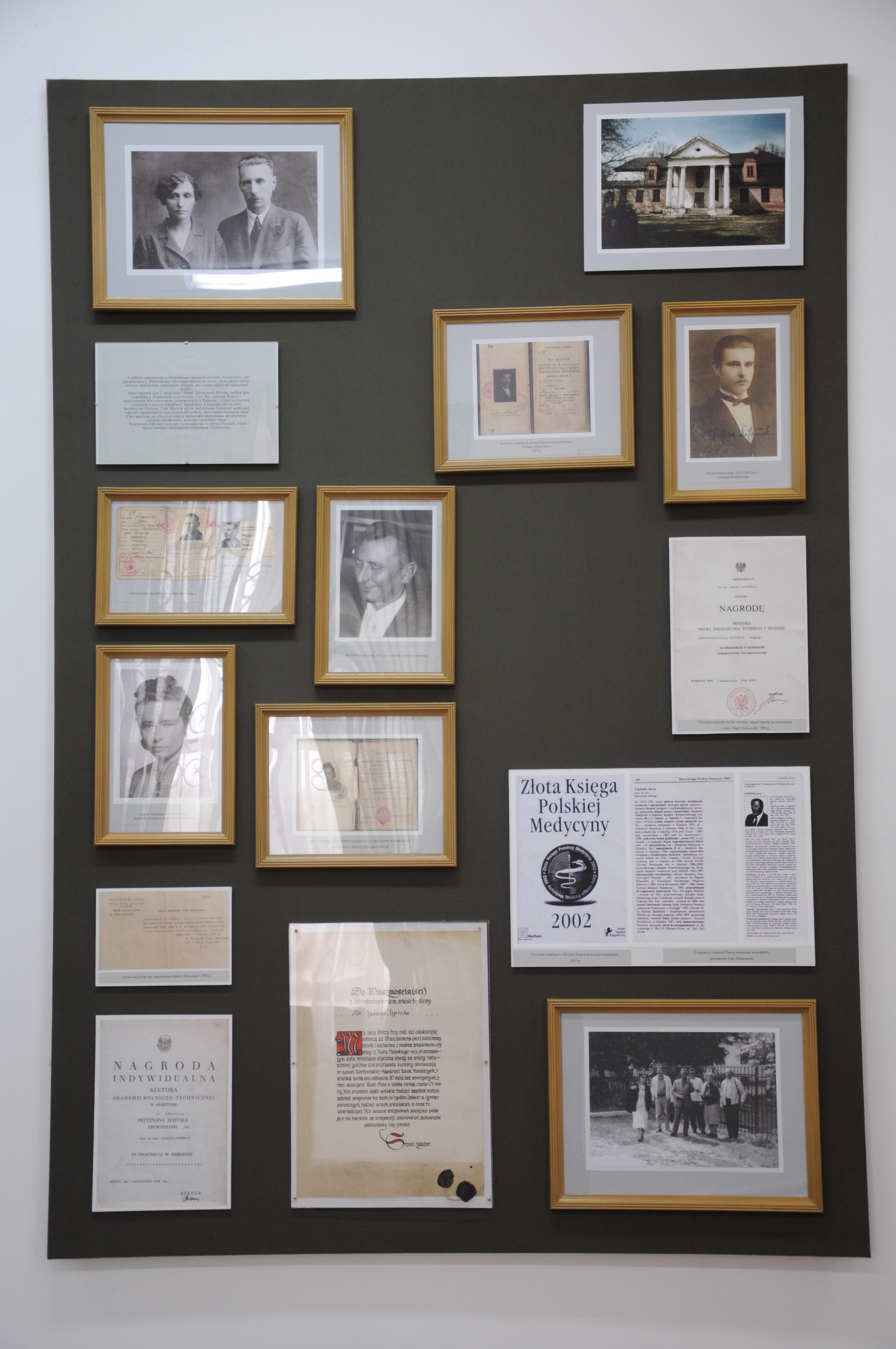

## Директори
- Кушнір Віталій Григорович — 2011—2021 рр.
- Чопко Віра Юріївна — з грудня 2021 р.

## Розташування
Відстань від Луцька — 28 км автошляху Луцьк — Володимир; рейсові автобуси курсують щодня із автовокзалів Луцька та Володимира-Волинського.